# タラス・テイラー
タラス・テイラー（英語: Talus Taylor、1929年9月18日 - 2015年2月15日）は、アメリカニューヨーク出身の絵本作家。フランス出身で同じく絵本作家の妻であるアネット・チゾンと共に「バーバパパ」の生みの親として知られる。
元々の職業は生物学や数学の教師を務めており、1970年代にチゾンと共にパリのリュクサンブール公園を散歩中、ある子供が両親に「barbe à papa（バーバパパ、フランス語で「わたあめ」）」と話しているのをテイラーが耳に挟み、アメリカ人のテイラーはフランス語が分からなかったためその意味をチゾンに聞いた所インスピレーションを受け、パリのカフェでいたずら書きした手紙からバーバパパが生まれた。
2015年2月15日に85歳で死亡したと報じられたが、死因は明らかにされていない。